# Silver Spirit (Schiff)
Die Silver Spirit ist ein Kreuzfahrtschiff von Silversea Cruises. 

## Geschichte
Das Schiff wurde auf der italienischen Werft Fincantieri C.N.I Shipyard in Ancona im Juli 2008 auf Kiel gelegt, im Dezember 2009 abgeliefert und fährt seitdem unter der Flagge der Bahamas mit Heimathafen  Nassau.
Vom 5. März 2018 bis zum 3. Mai 2018 wurde die Silver Spirit bei Fincantieri in Palermo um 15 Meter verlängert.

## Ausstattung
Das Schiff hat eine Passagierkapazität von 540 Gästen bei 378 Mann Besatzung. Die Gäste sind ausschließlich in luxuriösen Suiten untergebracht, von denen 95 Prozent einen Balkon besitzen. Das Schiff hat zwölf Decks, davon acht Passagierdecks.

## Technische Daten
Das Schiff war bei der Indienststellung mit 36.009 BRZ vermessen und hatte eine Länge von 195,8 Metern. Es ist 26,5 Meter breit (29,5 Meter über Brückennocken). Der maximale Tiefgang beträgt 6,4 Meter, die Höhe über der Wasserlinie beträgt 48,4 Meter.
Das Schiff besitzt einen dieselelektrischen Antrieb. Zwei feste Fünfblatt-Propeller (Durchmesser je 4,6 Meter) werden durch jeweils einen Elektromotor vom Typ VEM-DTMSZ (VEM Gruppe) mit 8.500 kW Leistung angetrieben. Die Antriebsleistung beträgt damit 17.000 kW, was etwa 23.200 PS entspricht. Die elektrische Energie für den Antrieb und den Betrieb des Schiffes liefern vier Wärtsilä-Dieselmotoren Typ 9L38 mit jeweils neun Zylindern in Reihe und einer Leistung von je 6.520 kW, in Summe also 26.080 kW. Zwei Bugstrahlruder von Rolls-Royce mit je 1.000 kW (1.360 PS) unterstützen das Manövrieren bei An- und Ablege- oder Drehmanövern. Das Schiff erreicht eine maximale Geschwindigkeit von 21,5 Knoten. Zwei Mitsubishi-Finstabilisatoren dienen als ausfahrbare Schiffsstabilisatoren bei hohem Seegang.